# Capellinia doriae
Capellinia doriae is een slakkensoort uit de familie van de knuppelslakken (Eubranchidae). De wetenschappelijke naam van de soort werd in 1874 voor het eerst geldig gepubliceerd door Trinchese.